# La pícara soñadora (telenovela de 1968)
La pícara soñadora era una telenovela argentina producida y dirigida para Teleonce (hoy Telefe) en 1968. Fue protagonizada por Evangelina Salazar y Arturo Puig, además contó con las participaciones estelares de Héctor Biuchet, Gloria Ferrandiz, Miguel Ligero, Menchu Quesada y Beto Gianola.

## Argumento
Una vendedora de tienda vive en la sección mueblería sin que nadie lo advierta.

## Elenco
- Evangelina Salazar - Rita Vidal
- Arturo Puig - Alfredo / Pedro Cáceres
- Héctor Biuchet
- Gloria Ferrandiz - Abuela de Pedro
- Miguel Ligero
- Menchu Quesada
- Beto Gianola
- Mario Pocoví
- Delfy de Ortega
- Alfredo Alcón
- María Elena Sagrera
- Adolfo Linvel
- Nelly Panizza
- Jose Cibrián

## Equipo de producción
- Historia: Abel Santa Cruz
- Tema: La pícara soñadora
- Letra y música: Palito Ortega
- Intérprete: Evangelina Salazar

## Versiones
- La pícara soñadora (1956): Dirigida por Ernesto Arancibia para el Cine, y protagonizada por Silvia Legrand y Alfredo Alcón.
- La pícara soñadora (1991): Producida por Valentín Pimstein para Televisa, y protagonizada por Mariana Levy y Eduardo Palomo.
- Pícara Sonhadora (2001): Producida por Ulises Aristides para SBT, y protagonizada por Bianca Rinaldi y Petrônio Gontijo.
- Sueños y caramelos (2005): Producida por Carlos Moreno Laguillo para Televisa, y protagonizada por Nashla Aguilar, Luciano Corigliano, Alessandra Rosaldo y René Strickler.